# 역사놀이패 아리아리
《역사놀이패 아리아리》는 EBS 1TV에서 2021년 3월 31일부터 2021년 9월 22일까지 방송된, 이른바 톺아보는 한국의 역사적인 직업 소개 성향의 역사 전문 어린이 프로그램이었었다.
"역사놀이패"는 약칭으로 "역사놀이 풍물쟁이 사물놀이패"라는 뜻이며, "아리아리"는 "아리랑"이라는 뜻이 담겨 있다.

## 기획 의도
'현재'에도 존재하는 '과거'의 직업을, 우리나라의 고유성 있는 전통적인 한국의 역사를 통해 오롯이 이해해 보는, 우리의 전래적인 역사적으로, 직업을 통해 톺아보는 한국사 교육 프로그램이었다.

## 방송 일정
| 방송 기간                         | 방송 시간                    |
| --------------------------------- | ---------------------------- |
| 2021년 3월 31일 ~ 2021년 9월 22일 | 매주 수요일 저녁 5:45 ~ 6:00 |

## 출연진
- 정태호
- 김대성
- 신예주
- 김서희
- 권혁일
- 유영우
- 장효상
- 이시후
- 신석수
- 박종혁(2021.05.26.중도합류 ~2021.09.22.종방)
- 황민영(2021.06.02.중도합류 ~2021.09.22.종방)

## 논란
"그 당시 EBS 현 사장인 대학 교수 출신 '김명중'씨가 역사적 논란을 일으키며 한국사 교육 프로그램을 만들기 위해 역사적인 '현재'와 존재된 '과거'로부터 역사 속 직업을 알아보는 한국사 프로그램을 만들었다. 이는 첫방송 당시에도 광고가 없으며, 다음 주부터는 "제공" 표시가 적혀 있는데 조금 있으면 초이락컨텐츠컴퍼니로 넘어가게 된다."

## 같이 보기
관련 항목
- 역사

방송 프로그램
- 타박타박 역사기행 (MBC 표준FM)